# Колорадо Рокиз
«Колорадо Рокиз» (англ. Colorado Rockies) — профессиональный бейсбольный клуб, выступающий в Западном дивизионе Национальной лиги Главной лиги бейсбола. Команда основана в 1993 году. Клуб базируется в Денвере, Колорадо. С 1995 года домашние матчи команда проводит на стадионе «Курс-филд».

## История

### Бейсбол в Денвере
Первый официальный бейсбольный матч на территории современного штата Колорадо состоялся 26 апреля 1862 года, а в 1879 году «Денвер Браунс» стали первой профессиональной командой в Денвере. После окончания Второй мировой войны в городе появилась команда младшей лиги, ставшая фарм-клубом «Нью-Йорк Янкис».
В 1961 году группа бизнесменов предприняла попытку создания Континентальной бейсбольной лиги, одна из команд которой должна была разместиться в Денвере. Осуществление проекта было сорвано после обращения комиссара Главной лиги бейсбола в Конгресс. В 1970-х годах бизнесмен Марвин Дэвис предпринял несколько неудачных попыток перевезти в город одну из команд МЛБ — в число вероятных кандидатов входили «Чикаго Уайт Сокс», «Балтимор Ориолс», «Сан-Франциско Джайентс» и «Окленд Атлетикс».

### Основание клуба
В 1990 году руководство Главной лиги бейсбола приняло решение о расширении числа команд. Денвер вошёл в число городов, претендующих на размещение нового клуба. Заявка была поддержана губернатором штата Роем Ромером. В городе был введён дополнительный налог, призванный обеспечить финансирование постройки нового стадиона. Одним из главных инвесторов клуба стал Питер Курс, владелец пивоваренной компании. В июле 1991 года президент Национальной лиги Билл Уайт объявил, что Денвер получит одну из двух новых команд. В сентябре того же года на пост генерального менеджера клуба был приглашён Боб Гебхард, ранее руководивший Миннесотой и приведший её к победе в Мировой серии 1991 года.
В июне 1992 года команда, получившая название «Рокиз» в честь Скалистых гор, приняла участие в драфте МЛБ. Первым выбранным игроком стал питчер Джон Берк. В октябре был проведён драфт расширения и сформирован состав команды. Первая официальная игра в истории «Колорадо Рокиз» состоялась 5 апреля 1993 года в Нью-Йорке против «Метс».